# Hippolyt Haas (Geologe)
Hippolyt Julius Haas (* 5. November 1855 in Stuttgart; † 6. September 1913 in München) war ein deutscher Paläontologe und Geologe.

## Leben
Hippolyt Haas war der Sohn des ursprünglich jüdischen Bankiers David Haas. Seine Mutter war eine geborene Dreifuß. Der Sohn war evangelisch, er besuchte das Gymnasium in Stuttgart und die Schule der Herrnhuter in Lausanne. Er studierte in Heidelberg und Straßburg. 1883 habilitierte sich Haas in Kiel, wurde dort 1888 außerordentlicher Professor und 1905 ordentlicher Honorarprofessor. Er war geheimer Regierungsrat (1909) und starb bei der Durchreise in München an einem Schlaganfall.
Haas befasste sich mit Brachiopoden des Jura aus dem Elsass, der Westschweiz, Südtirol und den rhätischen Alpen, der Geologie (Geschiebekunde, Quartärgeologie) und Paläontologie in Schleswig-Holstein, dem Vulkanismus und er war um die Wende zum 20. Jahrhundert einer der bekanntesten populärwissenschaftlichen Schriftsteller in Deutschland zu Geologie und Paläontologie.
Von ihm stammen auch ein Roman (Der Bergmeister von Grund, 2. Auflage 1892) und Japanische Erzählungen.

## Mitgliedschaften
- 1892: Leopoldina[2]
- 1880: Deutsche Geologische Gesellschaft

## Ehrungen
- 1904: Roter Adlerorden 4. Klasse

## Schriften
- Die Brachiopoden der Juraformation von Elsaß-Lothringen. In: Abhh. z. geolog. Spezialkarte v. Elsaß-Lothringen. II, 2, 1882.
- Beiträge zur Brachiopodenfauna von Südtyrol und Venetien. 1884.
- Warum fliesst die Eider in die Nordsee? Ein Beitrag zur Geographie und Geologie des Schleswig-Holsteinischen Landes. Lipsius & Tischer, Kiel 1886.[3]
- Betrachtungen über die Art und Weise, wie die Geschiebemergel zur Ablagerung gelangt sind. In: Mitt. a. d. Mineralog. Inst. d. Univ. Kiel. I, 2, 1889.
- Die geologische Beschaffenheit Schleswig-Holsteins mit besonderer Berücksichtigung der erratischen Bildungen. 1889.
- Kritische Beiträge zur. Kenntnis der jurassischen Brachiopodenfauna des schweizerischen Juragebirges und seiner angrenzenden Landesteile. In: Abhh. d. Schweizer Paläontologischen  Gesellschaft. 3 Teile, Band 16, 1889,  Band 17, 1890, Band 20, 1893.
- Ueber einige seltene Fossilien aus dem Diluvium und der Kreide Schleswig-Holsteins. In: Schriftenreihe des naturwiss. Vereins für Schleswig-Holstein. 7, 1891.
- Quellenkunde : Lehre von der Bildung und vom Vorkommen der Quellen und des Grundwassers. Weber, Leipzig  1895.
- Aus der Sturm- und Drangperiode der Erde: Skizzen aus der Entwicklungsgeschichte unseres Planeten. 3 Bände. Verlag des Vereins der Bücherfreunde, Berlin 1892–1902.
- Leitfossilien. Veit, Leipzig 1887.
- Leitfaden der Geologie. 8. Auflage. Weber, Leipzig 1904.
- Katechismus der Versteinerungskunde (Petrefaktenkunde, Paläontologie). Versandbuchhandlung J. J. Weber, Leipzig 1902.
- Katechismus der Geologie. 7. Auflage. Weber, Leipzig 1902.
- Die vulkanischen Gewalten der Erde und ihre Erscheinungen. Quelle und Meyer, Leipzig 1909.
- Unterirdische Gluten : Natur und Wesen der Feuerberge im Lichte der neuesten Anschauungen für die Gebildeten aller Stände in gemeinverständlicher Weise dargestellt. Schall, Berlin 1910. (2. Auflage 1912)
- als Hrsg.: Wandtafeln für den Unterricht in der Geologie. 1894–1899.
- mit H. Krumm und F. Stoltenberg (Hrsg.): Schleswig-Holstein meerumschlungen in Wort und Bild. Lipsius, Kiel 1896. (Nachdruck: Weidlich, 1979, ISBN 3-8128-0030-6)
- Was uns Steine erzählen. Altes und Neues aus den Gebieten von Geologie und Geographie. Berlin 1912.
- Schwabenland. Velhagen und Klasing, Bielefeld u. Leipzig 1914.
- Neapel,  seine Umgebung und Sizilien. Velhagen und Klasing, Bielefeld u. Leipzig 1904.
- Deutsche Nordseeküste : friesische Inseln und Helgoland. Velhagen und Klasing, Bielefeld u. Leipzig 1902.